# Syncarpia glomulifera

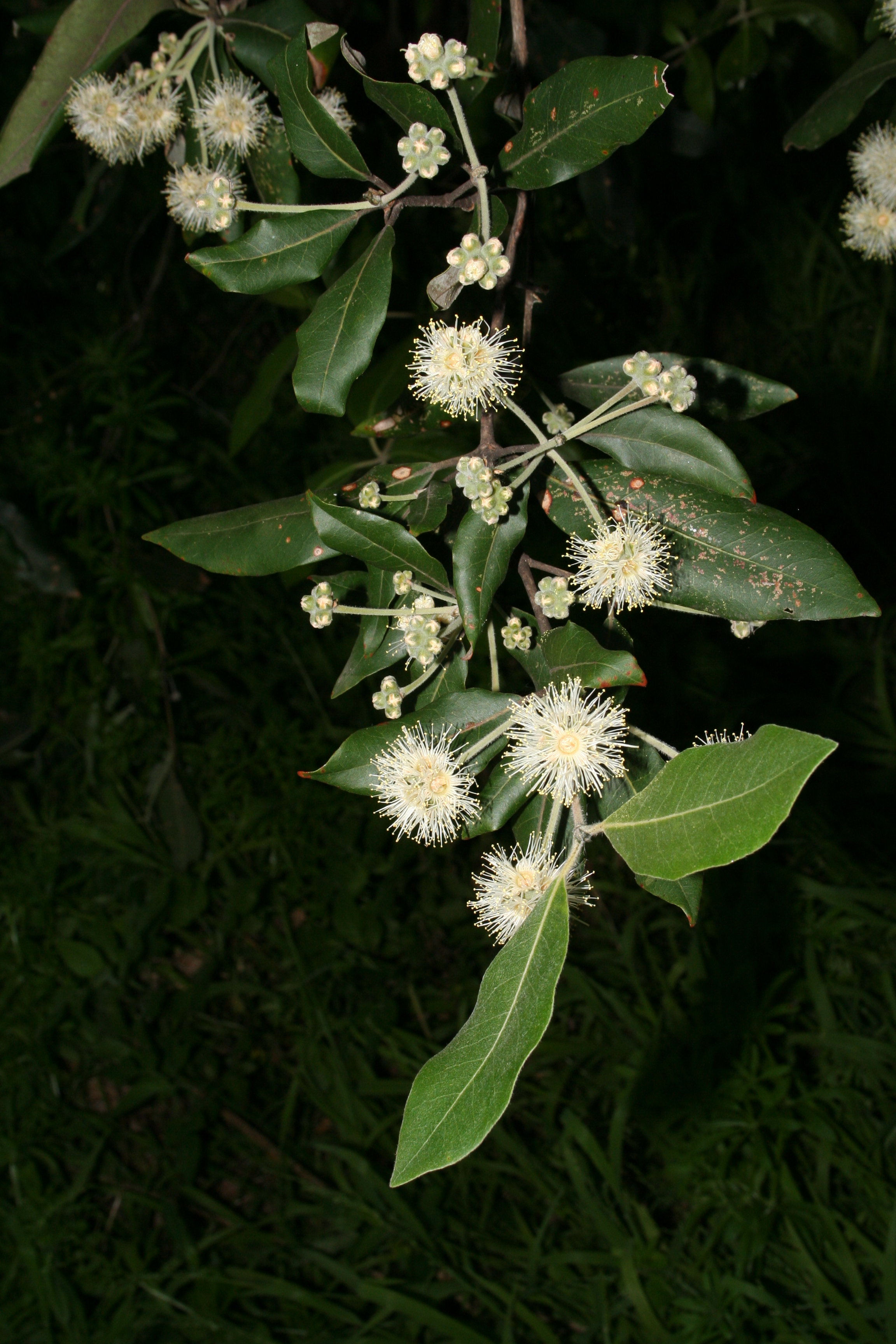
Blütenstände

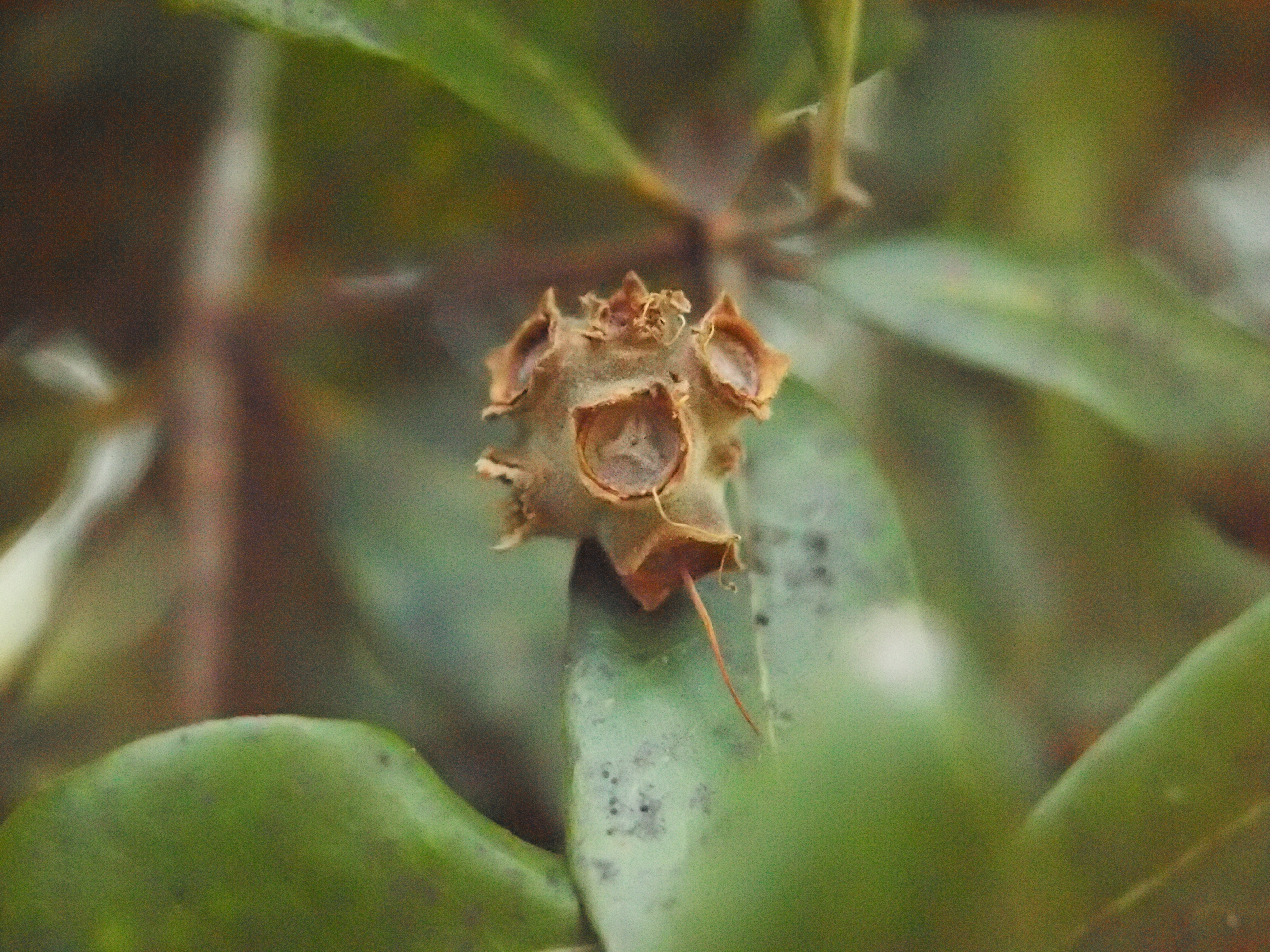
Fruchtverband mit mehreren Kapselfrüchten

Syncarpia glomulifera oder der Terpentinbaum, ist ein großer Baum in der Familie der Myrtengewächse aus Ostaustralien. Er wurde auch in Süd- und Ostafrika eingeführt.

## Beschreibung

### Vegetative Merkmale
Syncarpia glomulifera wächst als großer immergrüner Baum bis 40 bis 50 Meter oder mehr hoch und gehört dann zu den „Urwaldriesen“, die das Kronendach überragen. Er kann aber, an exponierten Lagen, auch nur 3 Meter hoch werden. Der Stammdurchmesser kann 100 bis über 250 Zentimeter erreichen. Die gräuliche, dicke Borke ist fibrös, faserig und längsrissig, furchig und in Fransen, Streifen abreißend. Der Baum führt ein aromatisches, rötliches Harz.
Die ganzrandigen, kurz gestielten und einfachen, ledrigen, etwas steifen Laubblätter sind eiförmig bis elliptisch, lanzettlich. Sie sind an den Zweigenden in Scheinwirteln oder gegenständig an den Zweigen angeordnet. Der kurze Blattstiel ist 0,7–1,5 Zentimeter lang, die Spreite ist etwa 6–12 Zentimeter lang und 2,5–4,5 Zentimeter breit. Die Spitze ist rundspitzig bis zugespitzt, die Basis ist spitz bis stumpf und unterseits sind die Blätter teils kurz weißfilzig. Die Nervatur ist gefiedert. Die jungen Blätter sind haarig und purpurfarben. Die Blätter haben Öldrüsen. Es sind keine Nebenblätter vorhanden.

### Generative Merkmale
Die behaarten Blütenstände sind achselständige kleine, gestielte Köpfchen mit bis zu 7 Blüten, die in kleinen Gruppen zusammenstehen. Der Blütenstandsstiel ist 2,5–5 Zentimeter lang. Die vier- bis fünfzähligen Blüten mit doppelter Blütenhülle sind sitzend. Es sind zwei bis vier kleine, haarige und spitze Deckblätter vorhanden. Der zylindrische Blütenbecher ist feinhaarig und mit einem kurzen Staminophor (ein Gewebeband um die Spitze des Hypanthiums). Die kurzen, filzigen Sepalen sind dreieckig und 1,5–2,2 Millimeter lang. Die freien, kleinen und ausladenden, eiförmigen bis rundlichen Petalen sind haarig, bis 2,5–3,5 Millimeter lang und weißlich.
Die vielen, langen und freien Staubblätter mit weißen Staubfäden sind in zwei Kreisen auf dem Staminophor angeordnet. Der meist dreikammerige Fruchtknoten ist unterständig mit einem langen Griffel mit kleiner, kopfiger und gelappten Narbe.
Die einzelnen holzigen, braunen Kapselfrüchte mit beständigen Kelchblättern stehen in einem etwa 1,6–2 Zentimeter großen, etwas abgeflachten und rundlichen, mehr oder weniger behaarten Fruchtverband mit beständigen Deckblättern zusammen. Es können auch Griffelreste bei den Kapseln vorhanden sein. Die Kapseln öffnen sich an der Spitze mit meist drei kleinen, eingesenkten Klappen und sie enthalten viele kleine, längliche, schmale und bräunliche, etwa 1,5–3 Millimeter lange Samen. Die Fruchtverbände bleiben oft jahrelang ungeöffnet hängen.

## Systematik
Die Erstbeschreibung des Basionyms Metrosideros glomulifera erfolgte 1797 durch James Edward Smith in Transactions of the Linnean Society of London 3: 269. Die Neukombination zu Syncarpia glomulifera erfolgte 1893 durch Franz Josef Niedenzu in Die Natürlichen Pflanzenfamilien 3(7): 88. Es sind verschiedene Synonyme bekannt.
Es werden zwei Unterarten unterschieden:
- Syncarpia glomulifera subsp. glomerulifera: Blätter und Zweige kahl, und Fruchtverbände fast kahl
- Syncarpia glomulifera subsp. glabra (Benth.) A.R.Bean: Blätter und Zweige und Fruchtverbände behaart

## Verwendung
Das schwere und sehr beständige und schwer entflammbare Holz ist begehrt. Auch das Harz wird verwendet.